# USS Mosley (DE-321)
«Мослі» (англ. USS Mosley (DE-321) — військовий корабель, ескортний міноносець класу «Едсалл» військово-морських сил США за часів Другої світової війни.
«Мослі» був закладений 6 квітня 1943 року на верфі Consolidated Steel Corporation в Оранджі, у штаті Техас, де 28 червня 1943 року корабель був спущений на воду. 30 жовтня 1943 року він увійшов до складу ВМС США.
Ескортний міноносець «Мослі» брав участь у бойових діях на морі в Другій світовій війні, супроводжував транспортні конвої союзників в Атлантиці. За час війни брав участь у затопленні у взаємодії з іншими протичовновими кораблями німецького підводного човна U-866.
За бойові заслуги, проявлену мужність та стійкість екіпажу в боях «Мослі» удостоєний двох бойових зірок, медалей «За Європейсько-Африкансько-Близькосхідну», «За Американську кампанії» і Перемоги у Другій світовій війні.

## Історія служби
3 травня 1944 року німецький підводний човен U-371 був помічений під час підзарядки акумуляторів на поверхні біля Джіджеллі на узбережжі Алжиру. В район виявленого ворожого човна негайно була відряджена група мисливців на човни у складі 6 ескортних кораблів і 3 ескадрилей літаків, до складу якої входив «Мослі». Вони полювали на човен до раннього ранку 4 травня, коли оберлейтенанту-цур-зее Фенскі довелося спливти на поверхню, щоб врятувати свою команду. Він зумів дати відсіч і торпедував та пошкодив торпедою G7es американський ескортний міноносець «Менгес» і французький есмінець супроводу «Сенегаліз», перш ніж припинити чинити опір. Наступного дня німецька субмарина була затоплена на північний схід від Буже глибинними бомбами ескортних міноносців: американських «Прайд», «Дж. Кемпбелл», французьких «Сенегаліз» і «Альціон» та британського «Бланкні». 3 члени німецького екіпажу загинули та 49 вижили.
18 березня 1945 року поблизу Галіфаксу під час супроводу конвою глибинними бомбами та «Хеджхогами» американських ескортних міноносців «Лау», «Менгес», «Мослі» та «Прайд» був знищений німецький підводний човен U-866. Всі 55 членів екіпажу загинули.